# 哈尔尤足球学校
哈尔尤足球学校是爱沙尼亚的一家足球俱乐部，位于哈爾尤縣的拉格里小镇。该俱乐部成立于2009年，并在连续四年中升级，最终在2023年赛季中参加爱沙尼亚最高级别的甲级联赛。

## 球队荣誉
- 爱沙尼亚足球乙级联赛

 冠军（1）：2022